# سلیم نوک‌کج
سلیم نوک‌کج یا سلیم نوک‌تابیده (نام علمی: Anarhynchus frontalis) نام یک گونه از تیره سلیمیان است.